# Parco nazionale e riserva delle grandi dune di sabbia
Il parco nazionale e riserva delle grandi dune di sabbia (in inglese: Great Sand Dunes National Park and Preserve) è un parco nazionale situato in Colorado, negli Stati Uniti d'America.